# Ordbogen
Ordbogen A/S ist ein Unternehmen, das Online-Leistungen in den Bereichen Bildung und Sprachtechnologie anbietet und seinen Sitz in Odense in Dänemark hat. Es ist mit mehr als 100 digitalen Wörterbüchern und über 1 Million aufgerufenen Wörtern pro Tag Dänemarks größtes Unternehmen im Bereich web-basierter Wörterbücher. Der Name Ordbogen bedeutet das Wörterbuch auf Dänisch.
Ordbogen umfasst mehrere Produkte: zwei Wörterbuch-Websites, Ordbogen.com und die zukünftige internationale Seite Lemma.com, und zwei E-Learning-Portale, Grammatip.com (für Grammatik und Rechtschreibung) und Educas.com (für alle Fächer im dänischen Schulsystem, 1. bis 10. Klasse). Ordbogen.com, Grammatip.com und Educas.com sind auf den dänischen Markt abgestimmt, Lemma.com hingegen richtet sich mit Wörterbüchern in 45 Sprachen an den internationalen Markt. Das Unternehmen ist auf mehr als 100 Mitarbeiter gewachsen (mit dem Ziel, 30 mehr bis zum Jahr 2017 einzustellen) (Stand Mai 2016). Ordbogen setzt sich aus Mitarbeitern mit 15 Nationalitäten zusammen, die 20 verschiedene Sprachen sprechen. Außerdem wurde dem Unternehmen in sechs aufeinanderfolgenden Jahren der “Børsen Gazelle Award” (2008–2013) verliehen, der an die am schnellsten wachsenden Unternehmen in Dänemark vergeben wird.

## Geschichte und Entwicklung

### Ursprünge
Im Jahr 2001 gründeten Michael Walther, Bjarni Norddahl, Thomas Thomsen und Jacob Hatt das Unternehmen Cool Systems ApS. Die zugehörige Website, coolsms.dk, entwickelte sich zu einer der größten Webseiten in Dänemark zu diesem Zeitpunkt, mit 266.000 Zugriffen pro Tag. Die Webseite ermöglichte es, Textnachrichten online zu senden, zu einem niedrigeren Preis als zu den üblichen Tarifen der Telefongesellschaften. Kurz nach der Veröffentlichung von coolsms.dk verließen Thomas Thomsen und Jacob Hatt das Unternehmen.
Im Jahr 2003 benannten die verbliebenen Gründer, Michael Walther und Bjarni Norddahl, Cool Systems ApS zu Ordbogen ApS um. Später wurde das Unternehmen in eine Aktiengesellschaft umgewandelt, Ordbogen A/S. 2003 war auch das Jahr, in dem Ordbogen A/S Ordbogen.com veröffentlichte – die erste abonnementbasierte Wörterbuch-Webseite in Dänemark, die einfachen Zugang zu einem qualitativ hochwertigem Dänisch-Englisch/Englisch-Dänischen Wörterbuch ermöglichte, editiert von Jørgen Rohde, Übersetzer und Herausgeber.
2005 ersetzte das Unternehmen das bisherige Wörterbuch durch eine neue, verbesserte Version, die für die Web-Nutzung zugeschnitten war und die auch das vom Unternehmen erste selbst produzierte Wörterbuch war. Im selben Jahr wurde Ordbogen auch strategischer Partner des Zentrums für Lexikographie an der Universität Aarhus, um deren Wörterbuch Den Danske Netordbog (dt.: „Das dänische Internetwörterbuch“) zu veröffentlichen.
Ein Jahr später, im Jahr 2006, veröffentlichte Ordbogen A/S das zweite bilinguale und selbst produzierte Wörterbuch, Dänisch-Deutsch/Deutsch-Dänisch.

### 2008–2013
In dieser Zeit erhielt Ordbogen den Børsen Gazelle Preis in sechs aufeinanderfolgenden Jahren.
Im Jahr 2010 erwarb Ordbogen das Online-Grammatik-Lernportal Grammatip, und im selben Jahr ging das Unternehmen eine weitere strategische Partnerschaft mit dem Verlag JP/Politikens Hus sowie dem Dänischen Sprachrat (Dansk Sprognævn) im Jahr 2011 ein.
Im Jahr 2012 wurde Grammatip mit Ordbogen A/S fusioniert. Im selben Jahr wurde das E-Learning-Portal Educas ins Leben gerufen. Educas war eine Weiterentwicklung von Vikartimen, einer Plattform mit Unterrichtsmaterialien für Lehrer, die Ordbogen A/S zuvor gekauft hatte und deren Name und Konzept geändert und weiter digitalisiert wurden. 2012 war auch das Jahr, in dem Ordbogen strategischer Partner von Oxford Dictionaries sowie den deutschen Verlagen Duden Schulbuch und Cornelsen Verlag wurde. 2013 begann die Arbeit an Lemma.com.

### 2013-heute
In den letzten Jahren hat Ordbogen.com sich bedeutend weiterentwickelt, und im Jahr 2016 wuchs die Mitarbeiterzahl erheblich. Ordbogen befindet sich derzeit im Prozess, durch die Entwicklung der Webseite Lemma.com, der internationalen Version von Ordbogen.com, auf internationale Märkte zu expandieren.

## Produkte

### Ordbogen.com
Ordbogens Hauptprodukt ist Ordbogen.com, das aufgrund der internationalen Kooperationen Ordbogen.com zur größten Wörterbuch-Webseite in Dänemark macht. Ordbogen bietet mehr als 100 Wörterbücher, einschließlich:
- Dänisch
- Englisch
- Deutsch
- Französisch
- Spanisch
- Arabisch
- Estnisch
- Chinesisch

Und andere Wörterbücher wie zum Beispiel:
- Synonyme
- Orthographie
- Fremdwörter

Sowie Wörterbücher zu Bereichen und Themen wie:
- Lego
- Windenergie
- Musik
- Internet
- Fahrzeugtechnik

### Ordbogen-App
Die App „Ordbogen Online“ bietet die gleichen Leistungen wie die Webseite.

### Grammatip.com
Grammatip ist ein E-Learning-Portal für den Unterricht in dänischer, englischer, deutscher und französischer Grammatik und Rechtschreibung für Schüler dänischer Grund- und weiterführender Schulen sowie für Erwachsene und Ausländer. Es ist ein dynamisches Produkt, da jede Woche neue Aufgaben veröffentlicht werden. Die Nutzer haben die Möglichkeit, Änderungen vorzuschlagen, die in Grammatip aufgenommen werden, wenn neue Kategorien und Übungen erstellt werden. Grammatip deckt mehrere Übungskategorien ab wie zum Beispiel:
- Dänische Rechtschreibung
- Tests in Rechtschreibung
- Diktate
- Dänische Lesetests[21]

### Educas.com
Educas ist ein web-basiertes Bildungsportal mit Tausenden von Aufgaben für alle Pflichtfächer und interdisziplinäre Themen für Dänemarks staatliche Grund- und weiterführende Schulen (die "folkeskole"). Täglich werden neue Aufgaben veröffentlicht. Sowohl Educas.com als auch Grammatip.com sind Online-Plattformen und die Aufgaben werden online zugeteilt und bearbeitet. Educas ermöglicht es Lehrern, die Webseite als digitale „Tafel“ zu verwenden, und mehrmals im Jahr werden Themenwochen angeboten, die Unterrichtsthemen mit aktuellen Ereignissen verbinden. Die Aufgaben können nach den dänische “Fælles Mål” (dt. „Gemeinsame Ziele“) gesucht werden, die die offiziellen Kompetenzziele für die verschiedenen Schulfächer in verschiedenen Klassenstufen der „folkeskole“ darstellen. Zu den Fächern der „folkeskole“ zählen:
- Dänisch
- Englisch
- Deutsch oder Französisch
- Mathematik
- Physik
- Geschichte

### Lemma.com
Lemma.com ist die internationale Version von Ordbogen.com und befindet sich derzeit in der Entwicklung. Die Website wird Wörterbücher von Ordbogen.com sowie von Verlagen wie Oxford Duden, Duden Verlag, K Dictionaries und Cornelsen Verlag bieten. Lemma wird die gleichen Wörterbücher wie Ordbogen bieten, aber ergänzt um etwa:
- Hebräisch
- Urdu
- Hindi
- Tschechisch
- Vietnamesisch

## Erfolge
Ordbogen wurde von der dänischen Wirtschaftszeitung Børsen als Gazelle-Unternehmen sechs Jahre in Folge ausgezeichnet (2008 bis 2013). Der Gazelle-Preis wird an das am schnellsten wachsende Unternehmen Dänemarks vergeben. Eine Gazelle ist definiert als ein Unternehmen, das: “[…] ein kontinuierliches Wachstum in Umsatz oder Bruttogewinn über die letzten vier Geschäftsjahre erreicht hat, und das in der Summe die Einnahmen oder den Bruttogewinn in der Periode verdoppelt hat”.
Im Jahr 2013 hat Ordbogen einen Guinness-Weltrekord für das größte Wörterbuch der Welt aufgestellt, mit einer Buchlänge von 4,62 m und 89.471 Seiten. Das Buch umfasst die 46 Wörterbücher, die auf www.ordbogen.com zu diesem Zeitpunkt zur Verfügung standen.

## Referenzen
Den eigenen Referenzen von Ordbogen.com zufolge haben viele dänische Unternehmen und Medien die Webseite empfohlen, darunter Amnesty International Danmark, GlaxoSmithKline Danmark und die Nachrichtenabteilung des nationalen Senders Danmarks Radio, die Ordbogen.com seit 2005 bei Übersetzungs- und Sprachfragen nutzen. Andere Kunden von Ordbogen A/S sind zum Beispiel dänische Unternehmen wie:
- Maersk
- Nets A/S
- Skat
- Dong E&P
- Telmore A/S
- TV 2 Danmark